# 木野 (村上春樹)
「木野」（きの）は、村上春樹の短編小説。2021年公開の映画『ドライブ・マイ・カー』に、内容の一部が、村上の短編「シェエラザード」とともに取り入れられた。

## 英訳
| タイトル | Kino                                                |
| 翻訳     | フィリップ・ガブリエル                              |
| 初出     | 『ザ・ニューヨーカー』2015年2月23日号               |
| 収録書籍 | 『Men Without Women』（クノップフ社、2017年5月9日） |

## あらすじ
木野は体育大学を卒業後、スポーツ用品を販売する会社に就職し、17年目にその会社を辞めた。出張先から直接東京の葛西のマンションに戻ると、会社でいちばん親しくしていた同僚と妻が裸でベッドに入っているのを目にし、翌日会社に退職届を出した。
木野は根津美術館（港区南青山）の裏手で喫茶店を営む伯母に電話をかけた。3か月ほど前に伯母から「自分は伊豆高原に移るので店を引き継ぐつもりはないか」と相談を持ちかけられていたからだった。木野は喫茶店の内装を作り替え、バーを開いた。店の名前は「木野」。彼は自分のレコード・コレクションを棚に並べた。古い時代のジャズをアナログ・レコードで聴くのが彼のほとんど唯一の趣味だった。
最初に「木野」の居心地の良さを発見したのは灰色の野良猫だった。4月半ばの夜、頭を坊主にした男が初めて店に顔を見せる。木野は客の女性と寝た。夏の終りに離婚がようやく正式に成立する。木野と妻は開店前の彼の店で会った。猫がやってきて、珍しく自分から木野の膝の上に飛び乗った。
「あなたに謝らなくてはいけない」と妻はナパのジンファンデルを飲んだあとで言った。
秋がやってくると、まず猫がいなくなり、それから蛇たちが姿を見せ始めた。